# UTC+12:00
| Južni poletni/severni standardni čas Morska območja | Severni poletni/južni standardni čas Standardni čas vse leto |

UTC+12:00 je časovni pas z zamikom +12 ur glede na univerzalni koordinirani čas (UTC). Ta čas se uporablja na naslednjih ozemljih (stanje v začetku leta 2016):

## Kot standardni čas (vse leto)

### Azija
- Rusija - kamčatski čas
  - Čukotka (vključno z zahodnim Diomedovim otokom), Kamčatski okraj

### Oceanija
- Francija:
  - Wallis in Futuna
- Kiribati
  - Banaba in Gilbertovi otoki
- Marshallovi otoki
- Nauru
- Tuvalu
- Združene države Amerike:
  - otok Wake

## Kot standardni čas (samo pozimi na južni polobli)

### Oceanija
- Fidži
- Nova Zelandija (razen otočja Chatham)